# 超人前传 (第一季)
《超人前傳》（英語：Smallville）是美國WB電視台播出的電視劇，講述氪星人克拉克·肯特早年生活中的經歷及冒險。該劇由阿爾弗雷德·高夫與麥爾斯·米勒主創，第一季的首集《試播集》於2001年10月16日首播，季終集《暴風雨》則於2002年5月21日播出，全季共包含21集。該季的劇情聚焦在瑪莎·肯特（Martha Kent）和強納森·肯特（Jonathan Kent）夫婦試圖幫助他們的養子克拉克適應並控制他的超能力，以及克拉克開始處理小鎮上一些遭隕石感染、擁有超能力的人引發的事件上。第一季的主要演員包含湯姆·威靈、麥可·羅森巴姆、克莉斯汀·克魯克、安妮特·奧圖勒、約翰·施奈德、山姆·瓊斯三世、艾莉森·麥克與艾瑞克·強森等人。
該季主要在溫哥華取景，而後期製作則在洛杉磯進行。高夫與米勒協助編劇人員擬定故事的發展。該季中的反派多為「單集反派」，不過在播出幾集後，編劇就著手修正了這個問題。真人演出的效果、化妝及數位（CGI）皆是第一季的重要成分。由於劇組在拍前半季時經常超支，因此預算受到嚴格管制。《試播集》刷新了WB電視台新劇的收視人次紀錄，並入圍了多項獎項。儘管製作人擔心劇中的單集反派會招致負評，但第一季仍得到了普遍評論家的積極評價，且有部分評論家稱讚該季是個好的開始。第一季平均每集皆有590萬人收看，在根據尼爾森收視率列出的收視人次排名中名列第115名。第一季的DVD於2003年9月23日發布。

## 集數
| 總集數 | 集數 | 標題           | 導演                                | 編劇                                                   | 首播日期       | 製作代碼 | 美國收視 （百萬） |
| --- | ---- | -------------- | ----------------------------------- | ------------------------------------------------------ | -------------- | -------- | ----------------- |
| 1 | 1    | 試播集         | 戴維·納特                           | 阿爾弗雷德·高夫、麥爾斯·米勒                           | 2001年10月16日 | 475165   | 8.4               |
| 1989年10月，一名小男孩伴隨著一陣流星雨落到堪薩斯州的小鎮上。瑪莎·肯特（Martha Kent，安妮特·奧圖勒飾演）與強納森·肯特（Jonathan Kent，約翰·施奈德飾演）夫婦收留了小男孩，並取名為克拉克。12年後，克拉克（湯姆·威靈飾演）開始努力釐清自己的身分。一天，萊克斯·路德（麥可·羅森巴姆飾演）駕駛保時捷時意外駛離橋梁，為克拉克所救，兩人很快成為好友。一次，克拉克與心儀的女同學拉娜·藍（克莉斯汀·克魯克飾演）共度了一段親密的時光，使拉娜的男友惠特尼·福特曼（Whitney Fordman，艾瑞克·強森飾演）對克拉克起了妒心，帶頭對克拉克進行校內一個傳統的霸凌文化——將人綁在一根稻草人木桿上。同時，因為流星雨影響而昏迷的男孩傑瑞米·克里克（Jeremy Creek）甦醒了過來，用遭到隕石感染而擁有的超能力報復曾將他綁在稻草人木桿上的人。克里克看到克拉克也受到同樣的欺侮，於是打算殺死整個小鎮高中的學生，但克拉克及時趕到並制止了他。 |      |                |                                     |                                                        |                |          |                   |
| 2 | 2    | 變形記         | 麥可·W·華特金斯、 菲利普·斯格里奇亞 | 阿爾弗雷德·高夫、麥爾斯·米勒                           | 2001年10月24日 | 227601   | 7.3               |
| 格雷格·阿金（Greg Arkin，查德·多納拉飾演）因遭到受隕石感染的蟲叮咬，使他變成了一個半人半蟲的生物。格雷格快速的經歷多次蛻皮，並在進入交配期時綁架了他的心儀對象拉娜，準備與她交配。在與惠特尼交談後，克雷格得知了格雷格將拉娜綁架至工廠，便前去救她。在戰鬥中，格雷格被一堆機器設備砸死，大量的蟲從機器設備堆底下鑽出。在克拉克回去找拉娜時，發現惠特尼已經抵達。最終，克拉克看著拉娜與惠特尼相擁。 |      |                |                                     |                                                        |                |          |                   |
| 3 | 3    | 噴火的人       | 格雷格·畢曼                         | 格雷格·沃克                                            | 2001年10月31日 | 227603   | 6.0               |
| 美式足球教練阿諾德（Arnold，丹·勞里亞飾演）在做桑拿浴時吸入了燃燒隕石後所產生的氣體，擁有了人體發火的能力。在數名球員考試作弊被逮後，校刊《火炬》（Torch）編輯兼克拉克的摯友克洛·蘇利文（艾莉森·麥克飾演）發現教練暗地裡將試題交給球員，以通過考試。阿諾德教練要求克拉克加入美式足球隊，克拉克同意，但父親則抱持反對意見。阿諾德試圖殺死克洛和另一名揭發作弊真相的球員，克拉克於是在第一場比賽開始前與他對峙。兩人打鬥的過程中，教練透過憤怒激發火焰，最後卻太過頭而活活燒死。 |      |                |                                     |                                                        |                |          |                   |
| 4 | 4    | X光            | 詹姆斯·佛勞利                       | 馬克·佛海登                                            | 2001年11月7日  | 227604   | 6.6               |
| 克拉克撞見萊克斯搶銀行，試圖攔下萊克斯但遭他甩飛。這時，克拉克激發了他的一項新能力——他的視線可以穿透人體或物體，發現萊克斯的骨架圍繞著一圈綠色的光，最後事實指出萊克斯是遭人冒充。克拉克在懂得控制透視能力後，發現蒂娜·格里爾（Tina Greer，麗茲·凱普蘭飾演）是名遭隕石輻射感染的超能力者，可以變成任何她想變的人。克拉克還透過透視能力，在蒂娜的置物櫃中發現贓款，證實了蒂娜正是那名搶匪。經過短暫的交手後，克拉克擊昏蒂娜，移送法辦。同時，萊克斯半聘請半威脅一名記者羅傑·尼克森（Roger Nixon，湯姆·奧布萊恩飾演）替他做事，調查自己究竟是如何在保時捷駛離橋梁後還能生還。 |      |                |                                     |                                                        |                |          |                   |
| 5 | 5    | 冷凍人         | 詹姆斯·A·康特納                     | 麥可·葛林                                              | 2001年11月14日 | 227605   | 5.9               |
| 在隕石湖舉行的聚會上，尚恩·卡爾文（Sean Kelvin，麥可·科爾斯汀飾演）跌入了結冰的湖。受湖底的隕石影響，尚恩永無止境的渴求著熱，為了保持溫暖，尚恩到處吸收其他人的熱，而熱被吸走的人會全身結凍而死。尚恩找上克洛，試圖吸走她的熱，但克拉克及時阻止了他。瑪莎與強納森來到路瑟家族的豪宅，與萊克斯討論他們的財務困境。克拉克發現了尚恩，但卻遭到他吸走熱而結凍。尚恩隨後前往路德家族的豪宅。克拉克透過加熱自身脫困，及時趕到豪宅，阻止正要攻擊瑪莎的尚恩。戰鬥中，克拉克把尚恩甩到湖裡，湖面瞬間結凍，將他永遠冰封在湖中。 |      |                |                                     |                                                        |                |          |                   |
| 6 | 6    | 時光之鏡       | 克里斯·朗                           | 朵莉絲·伊根                                            | 2001年11月21日 | 227606   | 6.4               |
| 克拉克遇到一名失明的老婦人，名叫卡珊卓·卡佛（Cassandra Carver，賈姬·巴勒斯飾演），她可以透過握手看到那人未來的幻象。當她握住克拉克的手時，兩人都看到克拉克被他所愛的每個人的墓碑團團圍住。養老院的一名老人哈利·鮑爾斯頓（Harry Bollston，喬治·莫達克飾演）不慎跌入充滿隕石的池塘，受隕石的影響，哈利重返青春。哈利（年輕時的他由艾瑞克·克里斯蒂安·奧森飾演）利用這個機會對幾十年前，認定他有罪而關押他的陪審團成員的後代進行報復，強納森正是目標之一。哈利前來找強納森尋仇時，瑪莎正好在家。克拉克和強納森前來救瑪莎脫險。最終，萊克斯前來探訪卡珊卓，並請她看看自己的未來。卡珊卓在看見雷克斯所立之處遍地骨骸，且天上下著血雨的景象後過世。 |      |                |                                     |                                                        |                |          |                   |
| 7 | 7    | 飢餓難忍       | 菲利普·斯格里奇亞                   | 麥可·葛林                                              | 2001年11月28日 | 227607   | 7.4               |
| 茱蒂·梅爾維爾（Jodi Melville，艾美·亞當斯飾演）對自己肥胖的體型感到自卑，於是開始三餐只喝蔬菜汁。但不料，其中使用的蔬菜受到了隕石的感染，加上她除了蔬菜之外都不吃不喝，使她的體重急遽下降，迫使她得吸食人的脂肪來滿足她旺盛的飢餓感。彼得到茱蒂家要帶她一起去拉娜的生日派對時，茱蒂的進食慾越來越旺盛，並試圖吸乾彼得身上的脂肪。克洛與克拉克發現了有關茱蒂減肥的真相後，克拉克及時趕到，解救了彼得，並救回了良心發現並試圖自殺的茱蒂；然而，在這個過程中，克拉克錯過了拉娜的生日派對。克拉克決定在派對結束前送她禮物來彌補她：一個臨時的露天電影院。同時，對當年流星雨落下的隕石起了興趣的萊克斯，找上了專門研究該隕石的史蒂芬·漢彌頓博士（Dr. Steven Hamilton，喬·莫頓飾演），並提供研究資金給他。                                                                                           |      |                |                                     |                                                        |                |          |                   |
| 8 | 8    | 守門人         | 麥可·W·華特金斯                     | 查理·班內特、傑夫·蓋茨菲爾德                           | 2001年12月11日 | 227602   | 5.8               |
| 數年前，路德公司正在對隕石進行實驗，而過度暴露於隕石之下使員工俄爾·堅金（Earl Jenkins，東尼·陶德飾演）開始出現類似癲癇發作的症狀。在前往當地路瑟公司的工廠進行戶外教學時，克拉克與他的同學們被為了進入「第三層」（Level 3）的俄爾挾持當做人質，「第三層」正是當年對隕石進行實驗的部門，他認為自己能在那裡找到治療的方法。這時，萊克斯為了讓人質能安全離開而自願擔任人質。克拉克發現被封起來的「第三層」入口電梯，並帶俄爾與萊克斯前去。這時，俄爾的症狀再次發作，使三人皆身處危險之中。克拉克救回了岌岌可危的兩人。事後，萊克斯則對前來訪問的記者表示，路德公司將找到治療俄爾的方法。 |      |                |                                     |                                                        |                |          |                   |
| 9 | 9    | 被脅迫的克拉克 | 大衛·卡森                           | 馬克·佛海登                                            | 2002年1月15日  | 227608   | 5.8               |
| 山姆·法藍（Sam Phelan，卡麥隆·戴飾演）是一名貪汙腐敗的大都會警察，他利用廣大的人脈取得了有關克拉克的能力的證據，並決定以此敲詐克拉克。當克拉克兩度刻意破壞他的計畫時，法藍將一宗殺人案栽贓給強納森，並脅迫克拉克幫他偷走一件無價之寶——亞歷山大大帝的護胸甲。克拉克再次破壞他的計畫，並提醒警衛發生了竊盜案。法藍持槍反抗，最終死於槍戰中。在萊克斯聘請的律師到達後，所有對強納森的指控皆全數撤銷。另一方面，萊克斯與老情人維多利亞·哈維（Victoria Hardwick，凱莉·布魯克飾演）開始密謀接管父母的企業。 |      |                |                                     |                                                        |                |          |                   |
| 10 | 10   | 微光           | D·J·克魯索                          | 馬克·佛海登、麥克·葛林                                 | 2002年1月29日  | 227609   | 7.0               |
| 艾美·帕默（Amy Palmer，艾佐拉·斯蓋飾演）迷戀著萊克斯。有不明人士發現萊克斯的玫瑰會釋出一種能讓人隱形的液體，隨後企圖讓萊克斯知道維多利亞不該和他在一起。維多利亞在被一名隱形的殺手暗殺未果後離開了路瑟家族的豪宅。由於眾人在艾美的抽屜裡發現萊克斯的手錶，使艾美成為嫌疑犯，但真正的兇手是她的哥哥傑夫（Jeff，凱特·托頓飾演）。傑夫來到豪宅攻擊萊克斯，克拉克及時趕來救萊克斯，打倒了傑夫，並利用油漆使傑夫現形，將他移送法辦。 |      |                |                                     |                                                        |                |          |                   |
| 11 | 11   | 擁抱           | 克里斯·朗                           | 朵莉絲·伊根                                            | 2002年2月5日   | 227610   | 6.4               |
| 鮑勃·瑞克曼（Bob Rickman，瑞克·彼得斯飾演）因受到多年前流星雨時發生的事件影響，擁有使人聽命於他的能力。鮑勃計畫在小鎮開設一家新的農藥工廠，並將地點選在肯特農場。利用自己的能力，鮑勃成功讓強納森同意出售農場。克拉克尋求鮑勃的前合作夥伴凱爾·提皮特（Kyle Tippet，格雷戈里·史波雷德飾演）的協助，並得知了流星雨對瑞克曼和凱爾的影響。鮑勃利用自己的能力說服萊克斯殺死克拉克與凱爾。在克拉克與萊克斯交手時，能力更勝一籌的凱爾控制鮑勃舉槍自盡。鮑勃死後，萊克斯也隨之清醒。 |      |                |                                     |                                                        |                |          |                   |
| 12 | 12   | 能力轉移       | 格雷格·畢曼                         | 提摩西·施拉特曼                                        | 2002年2月12日  | 227611   | 6.1               |
| 在全班一同出外實地考察時，克拉克與同學艾瑞克·桑默斯（Eric Summers，尚恩·艾希摩飾演）在抓著同一顆隕石時遭到雷擊。克拉克的超能力轉移到艾瑞克身上，讓克拉克能過正常人的生活。起初，艾瑞克運用超能力來做好事，但不久後便開始濫用超能力。克拉克決定犧牲能過正常生活的機會，將超能力取回來。去找艾瑞克前，克拉克向拉娜借了她用隕石做成的項鍊。克拉克在發電機旁與艾瑞克交手，並運用隕石項鍊及艾瑞克拔起的一條電線取回自己的超能力。同時，萊克斯陷害了維多利亞，讓她的父親——同時也是李涅的競爭對手——砸大錢買下了一家一文不值的實驗室，使路德公司得以收購哈維家族的公司。 |      |                |                                     |                                                        |                |          |                   |
| 13 | 13   | 運動員         | 勞勃·辛格                           | 菲利普·李文斯                                          | 2002年2月26日  | 227612   | 6.2               |
| 三名前運動員透過用隕石製成的藥劑來刺青，使自己擁有穿越實物的能力。他們利用該能力來搶劫銀行。他們找上路德家族的豪宅，這時克拉克出手阻止，但由於克拉克一靠近隕石便會感到無力而無法阻止他們。惠特尼最近失去了他的獎學金，於是成為了竊賊們招募的對象，但在加入後，看見他們惡行惡狀的惠特尼逐漸萌生了退出的想法。克拉克在發現後決定出手幫助惠特尼及遭到竊賊們勒索的萊克斯。由於過度使用隕石製成的藥劑來刺青，他們的能力越來越弱，使得克拉克得以成功制伏他們。 |      |                |                                     |                                                        |                |          |                   |
| 14 | 14   | 零點俱樂部     | 麥可·卡特曼                         | 電視劇：馬克·佛海登 故事：阿爾弗雷德·高夫、麥爾斯·米勒 | 2002年3月12日  | 227613   | 6.9               |
| 萊克斯的過去困擾著他。一名已死亡的人朱德·羅易斯（Jude Royce，科林·內美克飾演）在3年後重新現身並綁架了萊克斯，試圖拷問出當年關於他的死的真相。然而，朱德的前未婚妻的弟弟才是真正的幕後主使者，他找到一名外貌神似的人來冒充朱德。他對姐姐的自殺感到非常憤怒，認為那是萊克斯的錯，並希望萊克斯為此付出代價。克拉克救了萊克斯，但開始擔心自己是否夠了解萊克斯的過去。克洛發現肯特夫婦收養克拉克的程序不太對勁，而這個發現使兩人的友誼日漸緊張。 |      |                |                                     |                                                        |                |          |                   |
| 15 | 15   | 妮可魔鬼花     | 詹姆斯·馬歇爾                       | 麥可·葛林                                              | 2002年3月19日  | 227614   | 6.7               |
| 史蒂芬·漢彌頓博士利用隕石來復活已絕種100年、且帶有劇毒的妮可魔鬼花。如果有人吸入妮可魔鬼花噴灑的有毒噴霧，就不會再壓抑任何感情，變得有話直說、百無禁忌。強納森、拉娜與彼得都吸入了有毒噴霧，並開始有脫序表現。克拉克盡可能防止他們去傷害自己或別人。過了不久，花的噴霧使三人陷入昏迷。萊克斯不滿漢彌頓博士浪費他的時間來讓危險的花復活，趕緊找來大都會最好的醫師，試圖彌補吸入噴霧的眾人。最終，一個專業團隊找到了一種療法來治療強納森、拉娜與彼得三人。 |      |                |                                     |                                                        |                |          |                   |
| 16 | 16   | 迷途的羔羊     | 保羅·夏皮羅                         | 菲利普·李文斯                                          | 2002年4月16日  | 227615   | 6.0               |
| 萊恩·詹姆斯（Ryan James，瑞安·凱利飾演）是一位擁有讀心術的小男孩，被迫利用自己的能力來協助他的繼父母搶劫商店。萊恩逃離了他的繼父母身邊，肯特一家人暫時收容萊恩一天，而這時他們尚不知道萊恩的能力。萊恩不停黏在克拉克身邊，認為他是一名超級英雄。萊恩的繼父在小鎮找到他，並綁架了他。他試圖利用萊恩的能力來取得萊克斯的信託基金。克拉克在萊恩的繼父正要殺死他之際趕到，救了萊恩。最終，萊恩的阿姨同意領養他，開車前來將萊恩接走。 |      |                |                                     |                                                        |                |          |                   |
| 17 | 17   | 死亡使者       | 特倫斯·奧哈拉                       | 卡梅隆·利特瓦克                                        | 2002年4月23日  | 227616   | 5.5               |
| 泰勒·藍道（Tyler Randall，雷納多·羅薩萊斯飾演）順母親的意親手用枕頭將她安樂死，但被趕來的醫護人員誤會而遭到逮捕，試圖掙脫的他不慎從窗口摔落。驗屍官在他的屍體上發現一塊嵌入手腕的隕石。當驗屍官將隕石拔出來時，泰勒復活了。復活後，泰勒一接觸到任何人或任何物體時，所觸之物皆會凋零，化成粉末。泰勒試圖用能力殺死惠特尼垂死的父親，自認是在幫忙減輕痛苦。克拉克及時趕到阻止，並告訴泰勒他母親還活著。想到母親可能無法接受自己，泰勒於是用能力自我了斷。 |      |                |                                     |                                                        |                |          |                   |
| 18 | 18   | 蜂后           | 麥可·卡特曼                         | 麥可·葛林、菲利普·李文斯                               | 2002年4月30日  | 227617   | 5.7               |
| 班級選舉如火如荼的進行中，彼得提名克拉克為候選人。起初，克拉克感到無比的憂慮，但隨後便接受了這個點子。競選人莎夏·伍德曼（Sasha Woodman，尚達·法爾飾演）不滿現在的選舉情勢，號令一大群蜜蜂攻擊其他競爭對手。最終，蜜蜂對莎夏的命令感到不滿，決定反抗她，而克拉克及時救了莎夏。李涅派了一名女記者來撰寫挖苦萊克斯並揭露他秘密的報導，但當萊克斯提出將她提拔為某報社的編輯的條件時，她便把報導收回了。拉娜經營的餐廳塔龍面臨激烈競爭，但在她向衛生局舉報與其競爭的咖啡店的衛生問題後，塔龍的生意逐漸好轉。 |      |                |                                     |                                                        |                |          |                   |
| 19 | 19   | 暗戀           | 詹姆斯·馬歇爾                       | 阿爾弗雷德·高夫、麥爾斯·米勒                           | 2002年5月7日   | 227618   | 6.4               |
| 賈斯汀·蓋恩斯（Justin Gaines，亞當·布羅迪飾演）在一場駕駛肇事逃逸的車禍中毀去了雙手，但獲得了隔空取物的能力。賈斯汀利用能力對那些冤枉他的人進行報復。他透過克洛知道了當年肇事駕駛的身分，決定去找摧毀他那多才多藝的雙手的兇手復仇。賈斯汀殺死了關校長（Principal Kwan，金川弘敦飾演），認為他就是當年肇事的駕駛；但實際上當年肇事的駕駛是關校長的兒子丹尼。在殺死關校長後，他偶然發現克洛得知了他的事情，便開始追殺他。克拉克在賈斯汀動手前阻止了他。同時，惠特尼的父親因心臟病而過世了。 |      |                |                                     |                                                        |                |          |                   |
| 20 | 20   | 洞察力         | 特倫斯·奧哈拉                       | 電視劇：馬克·佛海登、麥可·葛林 故事：格雷格·沃克       | 2002年5月14日  | 227619   | 6.1               |
| 發生在隕石附近的爆炸波及到了拉娜，使她擁有了另一個人的視角。當綁匪綁架克洛時，拉娜透過另一個人的視角察覺。拉娜利用她的能力與克拉克合作，找到了克洛。綁匪是一名警察，為求晉升而綁架他人，再假裝是自己破的案；他最終在槍戰中被警方射殺。惠特尼發現自己父親生前獲得的一些軍事獎章，並將它們當做勉勵自己的象徵。萊克斯得知有關流星雨時墜毀的太空船的情報，並發現以一種地球上沒有的合金製成的八角盤。 |      |                |                                     |                                                        |                |          |                   |
| 21 | 21   | 暴風雨         | 格雷格·畢曼                         | 阿爾弗雷德·高夫、麥爾斯·米勒                           | 2002年5月21日  | 227620   | 6.0               |
| 李涅·路瑟關閉了路德公司在小鎮的工廠，導致小鎮一半的人口失業。萊克斯試圖協助員工們收購工廠，以保住工作。同時，惠特尼決定離開小鎮，去加入美國海軍陸戰隊。羅傑·尼克森得知了克拉克的秘密，並試圖將該秘密公諸於世。當拉娜在車站送惠特尼下車後，拉娜開車回家，但在路上遇到三個龍捲風，使她的車子駛離公路。當龍捲風的消息在學校舞會上宣布時，克拉克離開舞會，前去確認拉娜的人身安全。克拉克到達時，拉娜正被捲進龍捲風裡。克拉克衝進龍捲風裡拯救拉娜。 |      |                |                                     |                                                        |                |          |                   |

## 製作

### 編劇
故事發展的基本原則從最初便建立起來。市場營銷的一部份宣稱劇中超人「不會飛且沒穿緊身衣」，成為了其中的一項原則，而另一項原則在初步討論可能的劇情後新增：克拉克永遠不會直接殺死任何人。然而，這使劇組陷入兩難的困境，因為克拉克必須能打敗每集出現的「壞蛋」。後來劇組選擇的其中一種解決方案是加入美夢監獄（聯邦監獄，關押了超人類及其他超級反派）:36-39。
在制定基本原則後，高夫與米勒構想了能促進每集故事發展的元素。例如漫畫中的氪星石（即劇中發出綠光的隕石）的作用擴大到能強化反派邪惡的那一面。準確來說，這項元素並沒有出現在第1集《試播集》和第2集《變形記》中；因為那是在後來的集數中才出現的元素:24-27。在播出幾集之後，編劇們編寫出了一個有助於架構整個電視劇的故事，遠勝過先前一系列的「單集反派」:52-55。由於劇情的發展較為特殊，第9集《被脅迫的克拉克》花了編劇們更多的時間來構思，並成為了系列中第一個「真正的犯罪故事」，同時證明《超人前傳》將來可能會出現更多不以或沒有以隕石來當做力量來源的反派:52-55。
「要是」是另一個高夫與米勒發想出來的概念，用於構思第一季各集的劇情。這個概念提出了關於克拉克的基本問題，而各集劇情便從其中衍生而來，如「要是有人也迷戀拉娜，並採取了行動呢？」；「要是有人發現了克拉克的秘密呢？」；「要是別人擁有了克拉克的超能力呢？」這三個問題分別發展成了《變形記》、《被脅迫的克拉克》及第12集《能力轉移》:64-67。除此之外，第16集《迷途羔羊》的劇情也是從其中一個問題「要是克拉克當年被心懷邪念的人收養，而他的超能力被利用了呢？」衍生而來:80-83。第4集《X光》的編劇馬克·佛海登和其他劇組成員在意見方面出現了分歧，認為不相關的主線劇情並不是建構《超人前傳》集數的最佳方法。佛海登稱，《X光》應該要排在第一集才對，並認為該集能將所有的插曲集結在一起，使其足以影響到克拉克與拉娜以外的其他角色:32-35。
第6集《時光之鏡》是高夫與米勒最早為電視台構想的提案之一:40-43。《時光之鏡》是首部在一集內介紹兩個故事的《超人前傳》集數，分別是為了復仇的連環殺手和能預見未來的卡珊卓。由於該集包含了兩個重要的故事，使編劇必須耗費更多時間來發展及構思:40-43。劇組將卡珊卓預見萊克斯未來的橋段的分鏡圖特別製成彩色的，以便製作人能一眼便看出分鏡圖中描述的「血雨」:40-43。
如果製作人對集數的初稿感到不滿意，尤其是對角色發展方面時，他們會重寫劇中的事件，或添加場景來重新建立原先的想法。第8集《守門人》的角色俄爾·堅金（東尼·陶德飾演）被設定為一名有人性的反派角色，但在該集的初稿中並非如此。該角色過度暴露在隕石之下，造成他開始出現類似癲癇發作的症狀；如果堅金碰巧握住一個人，那個人可能會受到劇烈震盪而死。首次亮相時，堅金敲打著路德公司的大門，並因他的症狀而害死了一名警衛。為了扭轉觀眾對他的第一印象，劇組在劇中加入了堅金偷偷前去探訪他的孩子的橋段，證明他不是一名「喪心病狂的瘋子」:48-51。《迷途的羔羊》中的角色萊恩·詹姆斯（瑞安·凱利飾演）與第17集《死亡使者》中的泰勒·藍道（雷納多·羅薩萊斯飾演）皆經過了類似的重寫。在《迷途的羔羊》的初稿當中，萊恩的能力是在接觸隕石後才擁有的:80-83。後來，劇組在設定上稍作修改，將萊恩的能力改成是與生俱來的，強調了該電視劇並不只聚焦在受隕石的反派。電視台對萊恩身為一名反派的設定感到不滿，於是劇組便將他改成了一名「好孩子」:80-83。泰勒·藍道在角色設定上出現了與俄爾·堅金相同的問題：在製作人眼中不夠具有人性；設定為逃犯的他，被改寫成「全世界最危險的好人」:84-86。

### 拍攝
第一季於加拿大不列顛哥倫比亞省的溫哥華拍攝。主創者希望取景地點能有著「中美洲景觀」，而溫哥華正是一個足以替代堪薩斯州的絕佳選擇:8-17。試播集的導演戴維·納特有16天的拍攝時間，是一般情況下的兩倍。儘管時間有所延長，但仍十分緊迫。由於時間上的限制，納特主要根據阿德里安·范·維爾森（Adrien Van Viersen）創作的分鏡圖來拍攝試播集:20-23。
米勒設計了《超人前傳》中大部分的場景樣貌，並認為小鎮應該是「美國小城鎮」的縮影:20-23。米勒的設計需要現成的建築物來做粉刷、建造或改造而成。劇中的肯特農場於一家姓安德里尼（Andalini）的當地人農場取景，而試播集中的穀倉部分便在他們家的穀倉拍攝，當時安德里尼家的新穀倉尚未完工。《變形記》中的穀倉便是在完工後的新穀倉取景。美術設計師道格·希金斯（Doug Higgins）率領一部份的劇組成員在位於本拿比的片場系統上搭建一座功能齊全的三層穀倉，用於拍攝劇中肯特農場的部分:54-58。由於安德里尼家的農場中已有現成的穀倉，劇組人員只需再搭建閣樓和一連串的樓梯即可:24-27。希金斯希望新搭建的部分的建材能與現有的穀倉盡可能的吻合。為此，劇組找來了樹齡達百歲的木材，盡可能配合現有穀倉的建材:24-27。劇組希望《時光之鏡》的其中幾個場景能在白宮取景。《超人前傳》的製作人請另一政治劇情電視劇《白宮風雲》的製作人約翰·威爾斯以《白宮風雲》的名義申請，並將所獲許可拿來拍攝劇中卡珊卓預見萊克斯未來的場景:40-43。

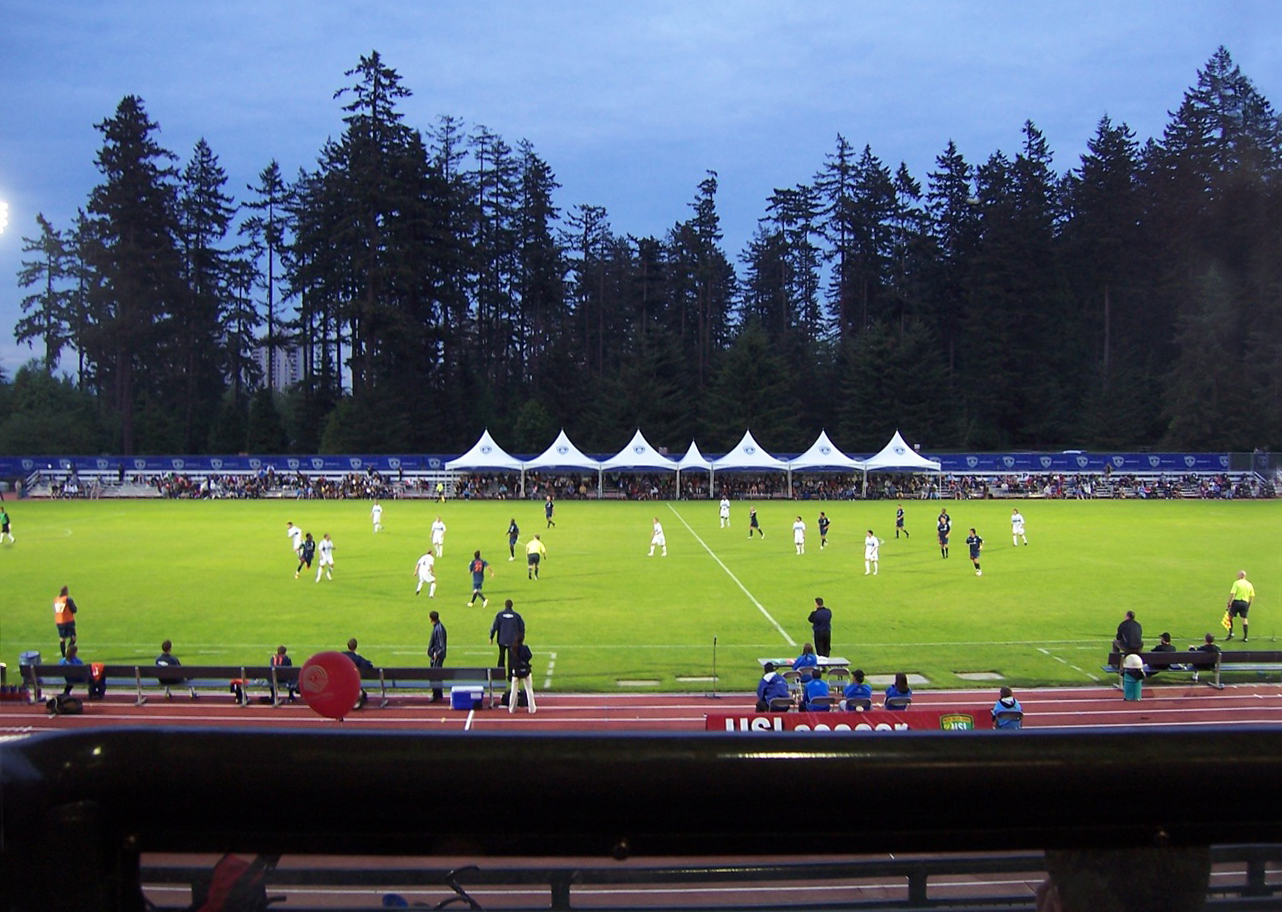
史旺格體育場是第3集《噴火的人》中球賽開幕式場景的取景地點。劇組為了拍攝該場景而帶來了水塔，以求拍攝劇中在晚間且下著大雨時進行球賽的部分

除了在建築物或片場系統拍攝以外，劇組也在溫哥華的周邊地區取景。在拍攝《變形記》期間，溫哥華當地正舉辦一場農夫市集，這對劇組而言相當有利，因劇中便有著多場類似農夫市集的場景。由於農夫市集活動即將結束，劇組抓緊時間拍攝了所有當時能拍攝的廣角鏡頭。幾週後，劇組回到安德里尼家的農場拍攝惠特尼與克拉克談話的場景。其他取景地點包含位在溫哥華的太平洋全國博覽會和本拿比的史旺格體育場。太平洋全國博覽會提供了一個儲藏庫，《時光之鏡》中哈利·鮑爾斯頓（艾瑞克·克里斯蒂安·奧森飾演）在肯特農場存放玉米的糧倉攻擊瑪莎·肯特的橋段便在那取景:40-43。《噴火的人》的導演格雷格·貝蒙用史旺格運動場來當做劇中小鎮的運動場。劇中球賽開幕式的橋段便是在史旺格運動場取景:28-31。
當拍攝進度落後時，另一名導演便會加入，協助導演完成作業。格雷格·畢曼協助導演克里斯·朗完成《時光之鏡》的兩個「未來的景象」:40-43。《守門人》是經歷極多變動的一集，其原先的排序是全季的第2集，但最終被改成第8集。在完成《守門人》的拍攝作業前，共有三名導演曾參與其中：畢曼、保羅·夏皮羅與麥可·W·華特金斯；然而，最終僅有華特金斯一人名列劇組名單上的導演一欄:48-51。

### 效果
《超人前傳》系列有很大一部分十分仰賴其所呈現的效果，無論是數位（CGI）、實物、化妝或特效。劇中的特效鏡頭是後期製作的一部份，劇組在洛杉磯製作並加入劇中:17。戴維·納特聘請湯瑪士特效公司（Thomas Special Effects）為試播集製作數位玉米田。在此之前，劇組曾試著在溫室內種植了一萬株玉米，但最終只長到兩英尺高。人造玉米從亞利桑那州空運而來:20-23。在《變形記》中，格雷格·阿金（查德·多納拉飾演）收集後放入拉娜臥室的蝴蝶由負責CGI部份的比爾·米勒（Bill Millar）用數位的方式加入劇中。格雷格的所有昆蟲都必須以數位形式製作，因為牠們身上需帶有綠色色調，來呈現這些昆蟲受過隕石感染的效果。片頭出現的一段以第一人稱視角呈現的場景——克拉克穿過拉娜家敞開的窗戶，進入她臥室——以數位形式製作出來。該效果是使用素材、片場系統和數位生成的圖像來完成的。該橋段的一部份是使用一架直升機來進行拍攝，直升機在白天時飛過幾座農場，用於拍攝第一人稱視角的部分。拍下來的鏡頭隨後用數位形式修改成晚上，而房子則是使用CGI在鏡頭中的一塊空地中創造而成。拉娜的臥室搭建在片場系統上，劇組使用CGI來創造一名穿過她家敞開的窗戶、停在她床上的人的錯覺。

每當克拉克暴露於隕石之下時，他的靜脈都會浮起並變成綠色

劇組經過討論後，決定並構思了隕石對克拉克的影響、「克拉克時間」（Clark time）及當克拉克附近有隕石出現時，他們應該要如何以一種連不太了解該角色的觀眾都能夠了解的形式呈現。高夫和米勒在做了一些調查後發現，女性觀眾並不太了解克拉克暴露於隕石之下會有的反應。從《變形記》開始，每當克拉克暴露於隕石之下時，他的靜脈都會浮起，且會變成綠色，以呈現隕石對他的影響。在這些時候，劇組便會特寫克拉克的手，而這些特寫鏡頭全部都是用數位動畫來完成的。高夫與米勒構思了一種概念：隕石只有在克拉克在附近時才會發光，意味著克拉克短暫失去了他的超能力。「克拉克時間」是與子彈時間背道而馳的一個創意點子，因為之前的超人作品並沒有在他使用他的超能力時，以克拉克的感覺來看世界。「克拉克時間」首次出現在《變形記》的一個橋段——格雷格·阿金在肯特農場的穀倉襲擊克拉克與強納森。強納森被推過一根欄杆，摔向一些危險的農用設備——中。該效果以慢動作呈現，除了以正常的速度移動的克拉克以外。在處理克拉克能看穿人體或物體的能力時，高夫與米勒希望能呈現出骨架和骨頭，而不是像以前的超人作品那樣處理「透視」能力。CGI技術的最新進展幫助他們完成了這一任務:32-35。
使用數位效果會讓預算十分吃緊。在第10集《微光》的製作過程中，負責CGI部份的比爾·米勒計劃在最終場景——克拉克和拉娜一同看著日落——裡用數位技術來製作日落。該特效鏡頭僅長數秒鐘。該集的第二副導演詹姆斯·馬歇爾決定以克拉克與拉娜兩人的肩膀的角度來拍攝整個觀賞日落的場景。現場設置了兩個綠幕。然而，完成時，馬歇爾一共使用了17個綠幕。製作人造日落的17個鏡頭共花費了5萬美元:56-59。相較之下，特效的成本落在6.5萬至10萬美元之間:17。
超支對《超人前傳》而言算是家常便飯。由於工作室決定嚴加管制預算，第一季自第13集《運動員》起便沒有再超支。因預算遭管控，導演們被迫剪掉《運動員》劇本中的部分場景。其中一個被刪減的橋段包含一名竊賊穿透一道牆，並從牆中運出物品:68-71。當數位效果不再是其中一種選擇時，負責實際效果的麥克·沃爾斯（Mike Walls）仍試著呈現壯觀的效果:36-39。例如，沃爾斯為了《運動員》的結尾使用了75輛車，該橋段使用了鋼絲以保護演員。特技協調員勞羅·沙特朗（Lauro Chartrand）試圖確保在拍攝打戲能盡可能讓演員本人親自上陣，除非該場景過於危險。緊迫的拍攝時間迫使沙特朗得依靠能拍攝特技場面的臨時演員，因為為演員找個好替代演員的時間有限:36-39。
實際效果並不是該季中常見的手法。艾莉森·麥克在拍攝《噴火的人》中克洛的辦公室陷入火海的場景時親自上陣:28-31。接著，麥克在拍攝《運動員》時二度展現特技。她吊著鋼絲，懸掛在離地50英尺（15米）之處:68-71。拍攝《妮可魔鬼花》時，特技協調員收到了兩次求救。在一個場景中，克莉斯汀·克魯克飾演的角色從水塔的最頂端摔落。拍攝時，克魯克爬上水塔頂端，劇組將她綁上鋼絲，從離地40英尺（12米）處放了下來:76-79。約翰·施奈德出演《飆風天王》的經歷使他能親自上陣拍攝《妮可魔鬼花》中的特技駕車橋段。該橋段中，施奈德駕駛卡車在拐彎處甩尾，而人行道上的行人對此驚聲尖叫。由於在拍前一幕已經將駕駛座的車窗關死了，施奈德便在甩尾達90°時即興打開了駕駛座的門:76-79。

## 播出與反響

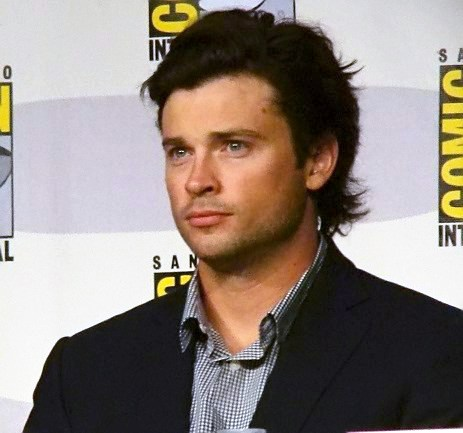
主演湯姆·威靈於2002年青少年票選獎頒獎典禮上榮獲「電視票選獎：突出表現男演員」

《超人前傳》的試播集在播出後共有840萬名觀眾收看，打破了WB電視台新劇的收視紀錄。在播出前兩集，且平均收視人次達780萬人後，WB電視台續訂了完整的一季，共有21集。第一季的每集平均收視人次達590萬人，在根據尼爾森收視率列出的2001年至2002年各電視劇收視人次排名中，與《飛出個未來》、《艾倫秀》及《企業號》並列第115名。此外，《試播集》與《暴風雨》分別名列The Futon Critic網站於2001年及2002年評選的「前50部最佳集數」列表中的第31位及第15位。
第一季收穫了多數評論家的好評。IGN的傑瑞米·康拉德（Jeremy Conrad）最初反對「重塑」超人神話的想法，給予第一季7分（滿分10分）的評價。回顧全季後，康拉德認為《超人前傳》的第一季「是一個紮實的開端」，並表示《超人前傳》「將會成為一部偉大的超人電視劇」。《娛樂週刊》的布魯斯·弗里茨（Bruce Fretts）認為，這一系列電視劇在表面上也許會顯得「陳舊」，但實際呈現出來的則是「對漫畫的一次機智風趣的顛覆」。Moviehole.net的創始人克林特·莫瑞斯表示該系列「在第一季仍處於起步階段」，但稱讚了演員的表現，特別是麥可·羅森巴姆飾演的「讓人情不自禁喜歡上的萊克斯·路德」。DVD Verdict的賈吉·拜恩（Judge Byun）認為，克拉克·肯特與萊克斯·路德間的深摯友情是一個「高明的設定」。拜恩也指出，第一季有著「紮實的劇本和演員出色的演出」，且劇情專注於角色發展而非超能力的部分，是全季裡最佳的橋段。
相反的，英國廣播公司新聞的彼得·鮑爾斯（Peter Bowes）認為全季只是一齣有「貌美的年輕人」的「肥皂劇」。鮑爾斯認為，該季受「感情用事的男孩/女孩的主線劇情」所苦，但超人的死忠粉絲仍會因這個角色年輕時的化身而買單。第一季的「單集反派」受許多評論家詬病。《匹茲堡郵報》的羅伯·歐文表示，該季以「角色間的互動及約翰·施奈德飾演強納森·肯特的表現最為出色」，但這個節目需要「比目前大家所見還更多的反派劇情」。拜恩也認為單集反派是優質劇本的美中不足之處。WB電視台的娛樂部門總裁傑登·李文（Jordan Levin）承認，他也對該季的單集反派感到十分憂心。李文宣布，第二季將會出現更多「出現3到4集的反派」，並擺脫一些公式化的敘事結構。
《試播集》在第54屆黃金時段艾美獎頒獎典禮上獲頒傑出電視劇音效剪輯獎，並入圍了傑出視覺效果獎，但敗給聯合派拉蒙電視網的《企業號》。此外，《試播集》還獲得了多個機構或獎項的肯定。2002年，該集獲得了里歐獎的最佳視覺效果獎，攝影師彼得·溫斯托夫（Peter Wunstorf）入圍了美國電影攝影師學會的一個獎項，而選角導演迪迪·布萊德利（Deedee Bradley）、科倫·邁爾斯（Coreen Mayrs）與芭芭拉·米勒（Barbara Miller）則入圍了奧提歐斯獎。音效剪輯師克里斯·麥克蓋瑞（Chris McGeary）以他在《試播集》的表現入圍金膠捲獎（Golden Reel）的最佳電視音效剪輯獎，而季終集《暴風雨》則拿下最佳電視劇單集音效剪輯獎的提名。
2002年，美國作曲家、作家和發行商協會頒獎給雷米零度線合唱團（提供《超人前傳》的片頭曲《Save Me》）與馬克·斯諾，以表彰兩人的貢獻；該獎項的評選標準為2001年1月1日至12月31日間，所獲評價最佳的電視劇主題曲的作曲家。2001年，羅森巴姆、克魯克與威靈分別入圍了土星獎最佳電視劇男配角獎、最佳電視劇女主角獎及最佳電視劇男主角獎。最終，三人中僅有羅森巴姆獲獎。湯姆·威靈於2002年青少年票選獎頒獎典禮上榮獲「電視票選獎：突出表現男演員」。《超人前傳》第一季在美國電視家長協會列出的「最佳闔家觀賞節目」名單上名列第六。

## 家庭媒體
第一季的一區完整版DVD於2003年9月23日在北美上市，而二區及四區DVD則分別於2003年10月13日和2003年12月3日發行。DVD套裝包含多則特別收錄，如集數講評、小鎮的互動式導覽及分鏡圖等。

## 外部連結
- 官方网站
- 《超人前傳》各集列表 来自互联网电影数据库